# The Hoochie Coochie Men
The Hoochie Coochie Men – australijski zespół bluesowy w składzie: Bob Daisley (git. basowa), Tim Gaze (śpiew, gitary) i Rob Grosser (perkusja). Od czasu, kiedy w lutym 2003 r. z zespołem nawiązał współpracę Jon Lord, The Hoochie Coochie Men wyszli poza świat lokalnej sceny klubowej. Z zespołem współpracują także okazjonalnie muzycy grający na harmonijce ustnej. Na płycie Danger White Men Dancing wystąpili także gościnnie wokaliści: Jimmy Barnes, Ian Duff oraz Ian Gillan.

## Dyskografia
- 2001 The Hoochie Coochie Men (reedycja w 2007 r.)
- 2003 Live at the Basement (2CD/DVD, + Jon Lord)
- 2007 Danger White Men Dancing (+ Jon Lord)